# NGC 5859
NGC 5859 је спирална галаксија у сазвежђу Волар која се налази на NGC листи објеката дубоког неба.
Деклинација објекта је + 19° 34' 55" а ректасцензија 15h 7m 34,9s. Привидна величина (магнитуда) објекта NGC 5859 износи 12,5 а фотографска магнитуда 13,3. NGC 5859 је још познат и под ознакама UGC 9728, MCG 3-39-5, CGCG 106-7, KCPG 455B, IRAS 15052+1946, PGC 54001.